# Канон (піснеспів)
Кано́н (грец. κανών — брусок; прут; лінійка; правило, норма; лат. canon) —  «церковне правило, догма; пісня на честь святого; усталена норма», у православному богослужінні — жанр церковної гімнографії: складний багатострофний твір, присвячений прославлянню якого-небудь свята чи святого. Входить до складу богослужінь ранньої, повечір'я, опівнічниці та деяких інших. Так само канон читається на молебнях.
Повний канон складається з 9 частин («пісень»). Кожна з пісень канону бере за основу відповідну біблійну пісню, при цьому події старозавітної історії трактуються символічно як передвістя новозавітних подій.
Усі 9 пісень канону використовуються в богослужінні тільки у Великому каноні св. Андрія Критського. В інших випадках число пісень обмежується 2, 3, 4 або 8 піснями. Канони, в яких опущено другу пісню мають назву «восьмипіснець». Три- і чотирипісенні канони, що вживаються в богослужіннях Великого посту і П'ятидесятниці, називаються відповідно «трипіснець» і «чотирипіснець».
Пісня канону складається з ірмосу (першої строфи, «зачину») і 4—6 тропарів. У піснях деяких канонів тропарів більше, у Великому каноні св. Андрія Критського — до 30. Зміст ірмосу безпосередньо пов'язаний з відповідною біблійною піснею (звідси його назва); наступні строфи — тропарі — приурочені до поточного свята чи святого. Коли канон читається на ранній, то між 8 і 9 піснями канону утрені співається пісня Богородиці «Величає душа моя Господа …» (Лк. 1:46-55) і приспів, що прославляє Богородицю, — «Чеснішу від херувимів…». У деякі з дванадесятих свят замість пісні Богородиці співаються особливі святкові співи. Після заключного тропаря кожної пісні канону співається катавасія — відповідний ірмос канону, що визначається уставом в залежності від дня. Найчастіше протягом року як катавасія співається ірмос «Відкрию уста мої» канону Благовіщення.
У візантійських і сучасних грецьких канонах ірмоси й тропарі метрично схожі, що дозволяє співати тропарі на мелодико-ритмічну модель ірмосу. У слов'янських перекладах грецька віршована метрика не може бути скопійована, тому ірмос співається, а тропарі читаються. Виняток становить великодній канон, який співається цілком. Мелодія канону підпорядковується одному з восьми голосів, або гласів.
Як жанр канон з'явився в середині VII ст. Перші канони було написано св. Андрієм Критським та св. Іоанном Дамаскином.